# 馬西 (紐約州)
馬西（英語：Marcy）是一個位於美國紐約州奧奈達縣的鎮。

## 人口
根據2020年美國人口普查的數據，馬西的面積為86.29平方千米，當中陸地面積為85.18平方千米，而水域面積為1.11平方千米。當地共有人口8777人，而人口密度為每平方千米102人。